# Ionuț Mazilu
Ionuț Mazilu, né le 9 février 1982 à Bucarest (Roumanie), est un footballeur roumain, qui évolue au poste d'attaquant, à Arsenal Kiev et en équipe de Roumanie.
Mazilu a marqué trois buts lors de ses quatorze sélections avec l'équipe de Roumanie depuis 2005.

## Carrière
- 1999-2006 : Sportul Studențesc Bucarest
- 2006-2008 : Rapid Bucarest
- 2008-2011 : Dniepr Dniepropetrovsk
- 2009-2011 : Arsenal Kiev  (prêt)
- 2011-2013 : Arsenal Kiev

## Palmarès
- Sportul Studențesc Bucarest
  - Vainqueur du Championnat de Roumanie de division 2 en 2001 et 2004.
  - Meilleur buteur du Championnat de Roumanie en 2006 (22 buts en 28 matchs).

- Rapid Bucarest
  - Vainqueur de la Coupe de Roumanie en 2007.
  - Vainqueur de la Supercoupe de Roumanie en 2007.